# José Antonio Redolat
José Antonio Redolat (José Antonio Redolat Contreras; * 17. Februar 1976 in Campanar, Valencia) ist ein ehemaliger spanischer Mittelstreckenläufer, der sich auf die 1500-Meter-Distanz spezialisiert hatte.
1998 wurde er Achter bei den Leichtathletik-Halleneuropameisterschaften in Valencia. 2000 gewann er Gold bei den Halleneuropameisterschaften in Gent und erreichte bei den Olympischen Spielen in Sydney das Halbfinale. 
2001 wurde er Sechster bei den Weltmeisterschaften in Edmonton, 2002 Elfter bei den Europameisterschaften in München und 2004 Sechster bei den Hallenweltmeisterschaften in Budapest.
2001 wurde er Spanischer Meister im Freien und 1998, 1999 sowie 2000 in der Halle.

## Persönliche Bestzeiten
- 800 m: 1:45,39 min, 25. Juli 2000, Barcelona
- 1500 m: 3:31,21 min, 17. Juli 2001, Stockholm
  - Halle: 3:36,22 min, 8. Februar 2000,	Sevilla
- 1 Meile: 3:49,60 min, 29. Juni 2001, Rom
- 2000 m: 5:04,27 min, 21. Juni 2000, Rivas-Vaciamadrid
- 3000 m: 7:46,0 min, 21. Mai 2003,	Burjassot
  - Halle: 7:48,71 min, 3. Februar 2007,	Valencia
- 5000 m: 13:23,14 min, 13. Juni 2008, Huelva